# Saemaeul Undong

Saemaeul-Flagge

Die Saemaeul Undong (koreanisch: 새마을 운동, deutsch: Neues Dorf Kampagne) wurde im Jahr 1970 vom südkoreanischen Präsidenten Park Chung-hee angeregt, um den ländlichen Lebensstandard durch Aktivierung der Eigeninitiative unter den Leitworten „Fleiß“, „Selbsthilfe“ und „Zusammenarbeit“ zu erhöhen.
Die Bewegung Neues Dorf wurde als eine sogenannte Reiswurzel-Demokratie angelegt, das heißt als eine demokratische Betätigung an der Bevölkerungsbasis. Die Dörfler wurden angeregt, Ausschüsse zu bilden und selbst über ihr Entwicklungsprogramm zu entscheiden. Die Verwaltung gab technischen Rat, lieh Maschinen und lieferte Baumaterialien unter der Voraussetzung, dass die Dörfler die staatliche Hilfe durch eigene Arbeitsleistung und eigenes Material ergänzten. 
Durch verbesserte Anbaumethoden erhöhten sich die Ernten von Reis und Gerste innerhalb von zehn Jahren um 54 %. Kleine Werkstätten entstanden und in manchen Dörfern wurden zusätzlich Seidenraupen, Pilze oder Muscheln gezüchtet. In großem Umfang wurden Häuser ausgebessert, Strohdächer durch Ziegel ersetzt und der größte Teil der ländlichen Haushalte an das Stromnetz angeschlossen.
Die Archive des Bewegung Neues Dorf wurden 2013 auf Antrag Koreas von der UNESCO unter dem Eintrag "Archives of Saemaul Undong (New Community Movement)" in die Liste des Weltdokumentenerbes aufgenommen.